# Chikita violenta
Chikita Violenta es la producción homónima del grupo indie mexicano del mismo nombre. Fue grabado a lo largo de los años 2002 y 2003 en los Estudios 19 de México, D. F. Dos de estos tracks fueron producidos por el reconocido músico Paco Huidobro (Fobia, Los Odio!), siendo mezclado a su vez uno de estos por Dave Newfeld (Broken Social Scene).

## Lista de canciones
1. Happy Pills
2. In Me (Chopra II)
3. Tomorrow Never Comes
4. Please
5. Whisper
6. Come to This
7. Here
8. Faze (Chopra I)
9. Turnaround
10. Loud

## Créditos
Escrito, ejecutado y producido por Chikita Violenta, excepto:
- "Turnaround", producida por Paco Huidobro, mezclada por Dave Newfeld
- "Loud" producida por Paco Huidobro, mezclada por Alejandro Giacoman

Grabado por Fernando Roldn.
- Datos: Q6410337